# Małe rzeczy
"Małe rzeczy" är den första singeln från den polska sångerskan Sylwia Grzeszczaks första solo-studioalbum Sen o przyszłości. Den släpptes den 17 juni 2011. Låten blev genast en hit och toppade den polska singellistan. Den tillhörande musikvideon hade visats över 10 miljoner gånger på mindre än 3 månader och toppade även videolistan.

## Listplaceringar
| Lista (2011) | Topplacering |
| ------------ | ------------ |
| Polen        | 1            |